# ادوار واوژینیاک
ادوار واوژینیاک (لهستانی: Édouard Wawrzyniak; ۲۸ سپتامبر ۱۹۱۲ – ۱۷ آوریل ۱۹۹۱) بازیکن فوتبال اهل فرانسه بود.
از باشگاه‌هایی که در آن بازی کرده‌است می‌توان به باشگاه فوتبال المپیک مارسی، باشگاه فوتبال والنسین، باشگاه فوتبال لو آور، باشگاه فوتبال لیل، و باشگاه فوتبال المپیک لیون اشاره کرد.
وی همچنین در تیم ملی فوتبال فرانسه بازی کرده‌است.